# Los mandarines
Los mandarines (en francés: Les mandarins) es una novela escrita en 1954 por Simone de Beauvoir ganadora del Premio Goncourt.

## Argumento
Ambientada tras la liberación de París, en diciembre de 1944, se describen las claves del momento histórico de Francia: ajuste de cuentas con los colaboracionistas, la búsqueda de un mundo justo entre los intereses de rusos y estadounidenses, la aceptación pragmática de un futuro pleno de incertidumbres y desencantos. Considerada por la crítica literaria como la mejor novela de la autora.
Obra muy extensa, de no muy fácil lectura con un trasfondo filosófico, existencialista, feminista y político que es la base de toda la argumentación.
El título hace referencia a la élite intelectual francesa del momento, “mandarines”.  Las relaciones entre los personajes en el plano personal e íntimo y en el plano social y político son el armazón de la obra.  Se asume que el matrimonio de Robert Dubreuihl, escritor referente de la izquierda francesa y Anne, psicoanalista, retrata a Jean-Paul Sartre y Simone de Beauvoir;  Henri Perron, editor del periódico LÉspoir trasunto del periódico Combat, hace referencia a Albert Camus. Igualmente Anne Dubreuihl mantiene un relación amorosa con Lewis Brogan, escritor norteamericano, en clara alusión a Nelson Algren, con el que Simone de Beauvoir mantuvo una relación durante muchos años. El libro fue dedicado por Simone de Beauvoir a Nelson Algren.
Tenemos otro personaje Scriassine, emigrante ruso desencantado del comunismo que parece ser simboliza al escritor húngaro Arthur Koestler.

## Premios
- Premio Goncourt (1954)